# Kelly Rohrbach
Kelly Rohrbach, född 21 januari 1990 i New York, är en amerikansk skådespelare och fotomodell. 

## Biografi
Efter att ha avlagt examen från Georgetown University 2012, där hon rekryterades för att spela Division One Women's Golf, flyttade hon till Los Angeles för att fortsätta sin passion för skådespeleri. Kelly studerade teater i Georgetown samt gick på London Academy of Music and Dramatic Art (LAMDA). Hon är mest känd för sin roll som C.J. Parker i filmen Baywatch. Som modell har Rohrbach arbetat med flera välkända varumärken, däribland Gap, Sports Illustrated och Abercrombie & Fitch. Hon har också synts i olika magasin och tidningar, inklusive GQ och Maxim.
Sedan 2019 är hon gift med riskkapitalisten Steuart Walton, son till företagsledaren och miljardären Jim Walton.